# 野方町
野方町（日语：／ Nogata machi */?）为过去东京府丰多摩郡下辖的城镇，1932年10月1日已并入东京市，为中野区的一部。

## 地理
目前与新井、江原町、江古田、上鷺宮、上高田、鷺宮、白鷺、沼袋、野方、松丘、丸山、大和町、若宮等町大致一致。

## 交通

### 鉄道路線
- 西武鐵道村山線
新井藥師前站 - 沼袋站 - 野方站 - 鷺ノ宮駅